# مذبحة مانيلي
مذبحة مانيلي يشير إلى القتل الجماعي لمجموعة من المدنين يبلغ عددهم من 70 - 79 من مسلمي المورو، لم تقتصر الضحايا على الرجال فقط بل شملن مجموعة من النساء والأطفال، ارتكبت المذبحة في أحد مساجد بلدة مانيلي، كارمن، في كوتاباتو الشمالية جنوب الفلبين، وقعت المذبحة في 19 يونيو 1971، حينما تجمع سكان المدينة المسلمون في مسجدهم للمشاركة في محادثات سلام مفترضة مع الجماعات المسيحية، فقامت فتحت مجموعة من المسلحين يرتدون زي رسمي مماثل لتلك التي يرتديها أفراد الشرطة الفلبينية النار عليهم.
يشتبه في أن جماعة إيلاغا المسلحة هي من ارتكب الهجوم، ولكن هناك أيضًا ادعاءات بأن الشرطة الفلبينية قد تعاونت مع إيلاغا في تدبير المذبحة. ولم يعثر على أي شخص مسؤولا عن الحادث، فيليسيانو لوكاس المعروف أيضا باسم القائد توث بيك زعيم مجموعة إيلاغا كان المشتبه فيه الأول في الجريمة، أُفرج عنه بعد أن استسلم للرئيس الفلبيني فرديناند ماركوس في قصر مالاكانانج. أسفر الحادث عن زيادة الأعمال القتالية بين المسلمين والمسيحيين في مورو. وردًا على الحادث، قدم الزعيم الليبي السابق معمر القذافي مساعدة عسكرية لجبهة مورو للتحرير الوطني الانفصالية.